# Arsène Auguste
Arsène Auguste (3. února 1951, Port-au-Prince – 30. března 1993, Miami) byl haitský fotbalový obránce.

## Fotbalová kariéra
Byl členem haitské reprezentace na Mistrovství světa ve fotbale 1974, nastoupil ve 2 utkáních. Za reprezentaci Haiti nastoupil v letech 1973–1981 v 17 utkáních a dal 2 góly. Na klubové úrovni hrál na Haiti za Racing Club Haïtien a v USA za Tampu Bay Rowdies, New York Cosmos, Fort Lauderdale Strikers a Pittsburgh Spirit.